# Castelletto Merli
Castelletto Merli és un municipi situat al territori de la província d'Alessandria, a la regió del Piemont, (Itàlia).
Limita amb els municipis d'Alfiano Natta, Cerrina Monferrato, Mombello Monferrato, Moncalvo, Odalengo Piccolo i Ponzano Monferrato.
Pertany al municipi les frazioni de Borgo San Giuseppe, Case Bertana, Cosso, Costamezzana, Godio, Guazzolo, Perno Inferiore, Perno Superiore, Sogliano, Terfengato, Terfengo i Valle.